# William Patrick Deane

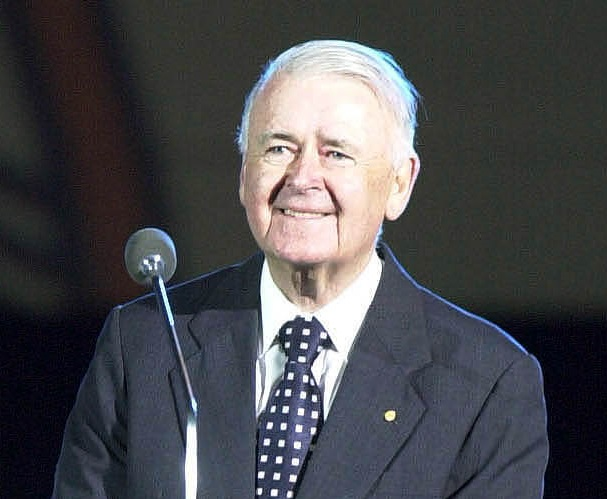
William Patrick Deane (2000)

Sir William Patrick Deane AC, KBE, QC (* 4. Januar 1931 in Melbourne) ist ein australischer Rechtswissenschaftler und ehemaliger Generalgouverneur Australiens.

## Biografie

### Studium und berufliche Laufbahn als Dozent und Anwalt
Nach der Schulausbildung am St. Christophers Convent in Canberra sowie dem St. Josephs College in Sydney absolvierte er ein Studium der Kunst sowie der Rechtswissenschaften an der Universität Sydney. Nach dem Abschluss des Studiums mit einem Bachelor of Laws (LL.B.) 1954, für den er auch die Jahresmedaille der Juristischen Fakultät erhielt, war er zunächst Mitarbeiter im Amt des Generalbundesanwalts (Commonwealth Attorney-General) in Canberra, ehe er nach Europa reiste, wo er an der Haager Akademie für Völkerrecht ein Postgraduales Studium des Internationalen Rechts absolvierte, welches er 1955 mit einem Diplom cum laude abschloss.
Nach seiner Rückkehr nach Australien war er von 1956 bis 1957 zunächst Angestellter in der Anwaltskanzlei Minter Simpson & Co. in Sydney, ehe er 1957 nach seiner Zulassung zum Anwalt bei Anwaltskammer Sydney dort Rechtsanwalt wurde. Zugleich war er auch Lektor für Internationales Recht an der Universität Sydney, an der er im Anschluss daran bis 1961 Lehrbeauftragter für Equity war. Bereits 1966 erfolgte seine Ernennung zum Kronanwalt (Queen's Counsel).
Seit dieser Zeit war er in der katholischen Gemeinde aktiv und zugleich an politischen Themen interessiert. 1955 war er kurzzeitig Mitglied der Democratic Labor Party, einer vorwiegend katholischen und antikommunistischen Abspaltung der Australian Labor Party. Er war jedoch schon bald von der Partei enttäuscht und nahm nach seinem baldigen Parteiaustritt keine weiteren politischen Funktionen an. Dennoch blieb er auch weiterhin ein starker Befürworter fortschrittlicher katholischer Doktrinen zur sozialen Gerechtigkeit sowie Gegner von Rassendiskriminierung.

### Aufstieg zum Richter am Obersten Gericht
Im Februar 1977 wurde Deane zum Richter im Equity-Senat des Obersten Gerichtshofes von New South Wales. Noch im selben Jahr wurde er am 1. April 1977 Richter am Bundesgerichtshof (Federal Court of Australia), wo er Präsident des Tribunals für Handelsrecht wurde.
Im Juli 1982 erfolgte dann als Nachfolger von Ninian Stephen, der zum Generalgouverneur ernannt wurde, seine Berufung zum Richter am High Court of Australia, dem Obersten Gerichtshof Australiens, an dem er bis zum 10. November 1995 tätig war. Während seiner Tätigkeit am Obersten Gericht gehörte er aufgrund seiner langjährigen Einstellung zu der Mehrheit der Richter, die am 3. Juni 1992 im Grundsatzurteil Mabo versus Queensland das Bodenbesitzrecht (Native Title) der australischen Ureinwohner, den Aborigines, anerkannte und Verstöße dagegen erneut als unvereinbar mit dem Racial Discrimination Act von 1975 erklärte. Als Ausfluss aus dieser Entscheidung erließ das Parlament 1993 das Native Title Act. Letztlich setzte er sich in seiner Amtszeit als Richter für die Aussöhnung mit den Ureinwohnern ein.

### Generalgouverneur von Australien
Am 10. November 1995 wurde er von Premierminister Paul Keating als Nachfolger von Sir William George Hayden für das Amt des Generalgouverneur Australiens vorgeschlagen und von Königin Elisabeth II. kurz darauf ernannt. Das Amt des 22. Generalgouverneurs trat er offiziell nach seiner Vereidigung am 16. Februar 1996 an.
In seiner Eigenschaft als Vertreter der Königin war er unter anderem auch Schirmherr der Olympischen Sommerspiele 2000 in Sydney.
Am 29. Juni 2001 folgte ihm der bisherige anglikanische Erzbischof von Brisbane, Peter Hollingworth, im Amt des Generalgouverneurs nach.

### Auszeichnungen
Für seine Verdienste wurde er bereits 1982 als Knight Commander des Order of the British Empire geadelt und somit zum Führen des Namenszusatzes „Sir“ berechtigt. Des Weiteren wurde er 1988 mit dem Order of Australia ausgezeichnet.
Neben einem Ehrendoktortitel der Rechtswissenschaften (LL.D.) seiner Alma Mater 1990, wurden ihm auch Ehrendoktortitel (LL.D. h. c.) der Australian Catholic University 1998, der University of Technology Sydney 2001, der University of Queensland 2003 sowie der University of Melbourne 2004 verliehen.